# Motorrad-Weltmeisterschaft 1963
Die Motorrad-WM-Saison 1963 war die 15. in der Geschichte der FIM-Motorrad-Straßenweltmeisterschaft.
In der Klasse bis 500 cm³ wurden acht, in der Klasse bis 350 cm³ sieben, in der Klasse bis 250 cm³ zehn, in der Klasse bis 125 cm³ zwölf, in der Klasse bis 50 cm³ neun und bei den Gespannen fünf Rennen ausgetragen.

## Punkteverteilung
| Punktewertung | Punktewertung | Punktewertung | Punktewertung | Punktewertung | Punktewertung | Punktewertung |
| ------------- | ------------- | ------------- | ------------- | ------------- | ------------- | ------------- |
| Platz         | 1             | 2             | 3             | 4             | 5             | 6             |
| Punkte        | 8             | 6             | 4             | 3             | 2             | 1             |

- Die Zahl gewerteter Läufe wurde bei gerader Anzahl an ausgetragenen Rennen berechnet, indem man diese Anzahl halbierte und dann mit eins addierte. Bei sechs Rennen gingen also vier in die WM-Wertung ein.
- Wurde eine ungerade Zahl Rennen ausgetragen, wurde die Zahl der Läufe mit eins addiert und dann halbiert. Bei sieben Rennen gingen somit vier in die Wertung ein.

## 500-cm³-Klasse

### Rennergebnisse
|   | Datum  | Rennen              | Strecke           | Platz 1       | Platz 2        | Platz 3              | Schn. Rennrunde |
| - | ------ | ------------------- | ----------------- | ------------- | -------------- | -------------------- | --------------- |
| 1 | 14.06. | 45. Isle of Man TT  | Mountain Course   | Mike Hailwood | John Hartle    | Phil Read            | Mike Hailwood   |
| 2 | 29.06. | 33. Dutch TT        | Assen             | John Hartle   | Phil Read      | Alan Shepherd        | John Hartle     |
| 3 | 07.07. | 36. GP von Belgien  | Spa-Francorchamps | Mike Hailwood | Phil Read      | Alan Shepherd        | Mike Hailwood   |
| 4 | 10.08. | 35. Ulster GP       | Dundrod           | Mike Hailwood | John Hartle    | Derek Minter         | Mike Hailwood   |
| 5 | 18.08. | 6. GP der DDR       | Sachsenring       | Mike Hailwood | Derek Minter   | Alan Shepherd        | Mike Hailwood   |
| 6 | 01.09. | GP von Finnland     | Tampere           | Mike Hailwood | Alan Shepherd  | Mike Duff            | Mike Hailwood   |
| 7 | 15.09. | 41. GP der Nationen | Monza             | Mike Hailwood | Jack Findlay   | Fred Stevens         | Mike Hailwood   |
| 8 | 06.10. | GP von Argentinien  | Buenos Aires      | Mike Hailwood | Jorge Kissling | Benedicto Caldarella | Mike Hailwood   |

### Fahrerwertung
| 1  | Mike Hailwood        | MV Agusta          | 40 (56) |
| 2  | Alan Shepherd        | Matchless          | 21      |
| 3  | John Hartle          | Gilera             | 20      |
| 4  | Phil Read            | Gilera             | 16      |
| 5  | Fred Stevens         | Norton             | 13      |
| 6  | Mike Duff            | Matchless          | 11      |
| 7  | Derek Minter         | Gilera             | 10      |
| 8  | Jack Findlay         | McIntyre-Matchless | 8       |
| 9  | Jorge Kissling       | Norton             | 6       |
| 10 | Jack Ahearn          | Norton             | 5       |
| 11 | Benedicto Caldarella | Matchless          | 4       |
| 12 | Bill Smith           | Norton             | 3       |

|    | Victorio Minguzzi    | Matchless | 3 |
| 14 | Joe Dunphy           | Norton    | 2 |
|    | Ralph Bryans         | Norton    | 2 |
|    | Syd Mizen            | Norton    | 2 |
|    | Ladi Richter         | Norton    | 2 |
|    | Fabián Villavelran   | Norton    | 2 |
| 19 | Sven-Olof Gunnarsson | Norton    | 1 |
|    | Gyula Marsovszky     | Matchless | 1 |
|    | Vernon Cottle        | Norton    | 1 |
|    | Nikolaj Sevast'ânov  | CKEB      | 1 |
|    | Vasco Loro           | Norton    | 1 |
|    | Horacio Costa        | Norton    | 1 |

(Punkte in Klammern inklusive Streichresultate)

### Konstrukteurswertung
| 1 | MV Agusta | 40 (56) |
| 2 | Matchless | 24 (34) |
| 3 | Gilera    | 32      |
| 4 | Norton    | 19 (24) |
| 5 | CKEB      | 1       |

(Punkte in Klammern inklusive Streichresultate)

## 350-cm³-Klasse

### Rennergebnisse
|   | Datum  | Rennen                 | Strecke         | Platz 1       | Platz 2       | Platz 3              | Schn. Rennrunde |
| - | ------ | ---------------------- | --------------- | ------------- | ------------- | -------------------- | --------------- |
| 1 | 26.05. | 27. GP von Deutschland | Hockenheim      | Jim Redman    | Remo Venturi  | Phil Read            | Jim Redman      |
| 2 | 14.06. | 45. Isle of Man TT     | Mountain Course | Jim Redman    | John Hartle   | František Šťastný    | Jim Redman      |
| 3 | 29.06. | 33. Dutch TT           | Assen           | Jim Redman    | Mike Hailwood | Luigi Taveri         | Jim Redman      |
| 4 | 10.08. | 35. Ulster GP          | Dundrod         | Jim Redman    | Mike Hailwood | Luigi Taveri         | Jim Redman      |
| 5 | 17.08. | 6. GP der DDR          | Sachsenring     | Mike Hailwood | Luigi Taveri  | Jim Redman           | Mike Hailwood   |
| 6 | 01.09. | GP von Finnland        | Tampere         | Mike Hailwood | Jim Redman    | Sven-Olof Gunnarsson | Mike Hailwood   |
| 7 | 15.09. | 41. GP der Nationen    | Monza           | Jim Redman    | Alan Shepherd | Tommy Robb           | Jim Redman      |

### Fahrerwertung
| 1  | Jim Redman          | Honda       | 32 (50) |
| 2  | Mike Hailwood       | MV Agusta   | 28      |
| 3  | Luigi Taveri        | Honda       | 16      |
| 4  | František Šťastný   | Jawa        | 7       |
| 5  | Gustav Havel        | Jawa        | 7       |
| 6  | Remo Venturi        | Bianchi     | 6       |
|    | John Hartle         | Gilera      | 6       |
|    | Alan Shepherd       | A.J.S. / MZ | 6       |
| 9  | Nikolaj Sevast'ânov | CKEB        | 5       |
| 10 | Mike Duff           | A.J.S.      | 5       |
| 11 | Phil Read           | Gilera      | 4       |

|    | Sven-Olof Gunnarsson | Norton    | 4 |
|    | Tommy Robb           | Honda     | 4 |
| 14 | Jack Ahearn          | Norton    | 4 |
| 15 | Fred Stevens         | Norton    | 4 |
| 16 | Syd Mizen            | A.J.S.    | 3 |
|    | Pavel Slavíček       | Jawa      | 3 |
| 18 | Gilberto Milani      | Aermacchi | 2 |
|    | Dan Shorey           | A.J.S.    | 2 |
| 20 | Len Ireland          | Norton    | 1 |
|    | Veikko Sulasaari     | Norton    | 1 |

(Punkte in Klammern inklusive Streichresultate)

### Konstrukteurswertung
| 1  | Honda     | 32 (52) |
| 2  | MV Agusta | 28      |
| 3  | Jawa      | 15 (18) |
| 4  | Gilera    | 10      |
| 5  | Norton    | 10 (12) |
| 6  | A.J.S.    | 9       |
| 7  | Bianchi   | 6       |
|    | MZ        | 6       |
| 9  | CKEB      | 5       |
| 10 | Aermacchi | 2       |

(Punkte in Klammern inklusive Streichresultate)

## 250-cm³-Klasse

### Rennergebnisse
|    | Datum  | Rennen                 | Strecke           | Platz 1                          | Platz 2                          | Platz 3                          | Schn. Rennrunde                  |
| -- | ------ | ---------------------- | ----------------- | -------------------------------- | -------------------------------- | -------------------------------- | -------------------------------- |
| 1  | 05.05. | 13. GP von Spanien     | Montjuïc          | Tarquinio Provini                | Jim Redman                       | Tommy Robb                       | Tarquinio Provini                |
| 2  | 26.05. | 27. GP von Deutschland | Hockenheim        | Tarquinio Provini                | Tommy Robb                       | Jim Redman                       | Tarquinio Provini                |
| 3  | 02.06. | GP von Frankreich      | Clermont-Ferrand  | Wegen starken Regens annulliert. | Wegen starken Regens annulliert. | Wegen starken Regens annulliert. | Wegen starken Regens annulliert. |
| 4  | 10.06. | 45. Isle of Man TT     | Mountain Course   | Jim Redman                       | Fumio Ito                        | Bill Smith                       | Jim Redman                       |
| 5  | 29.06. | 33. Dutch TT           | Assen             | Jim Redman                       | Fumio Ito                        | Tarquinio Provini                | Jim Redman                       |
| 6  | 07.07. | 36. GP von Belgien     | Spa-Francorchamps | Fumio Ito                        | Yoshikazu Sunako                 | Tarquinio Provini                | Fumio Ito                        |
| 7  | 10.08. | 35. Ulster GP          | Dundrod           | Jim Redman                       | Tarquinio Provini                | Tommy Robb                       | Tarquinio Provini                |
| 8  | 18.08. | 6. GP der DDR          | Sachsenring       | Mike Hailwood                    | Alan Shepherd                    | Jim Redman                       | Mike Hailwood                    |
| 9  | 15.09. | 41. GP der Nationen    | Monza             | Tarquinio Provini                | Jim Redman                       | Luigi Taveri                     | Tarquinio Provini                |
| 10 | 06.10. | GP von Argentinien     | Buenos Aires      | Tarquinio Provini                | Jim Redman                       | Umberto Masetti                  | Tarquinio Provini                |
| 11 | 10.11. | GP von Japan           | Suzuka            | Jim Redman                       | Fumio Ito                        | Phil Read                        | Fumio Ito                        |

### Fahrerwertung
| 1  | Jim Redman          | Honda  | 44 (58) |
| 2  | Tarquinio Provini   | Morini | 42 (49) |
| 3  | Fumio Ito           | Yamaha | 26      |
| 4  | Tommy Robb          | Honda  | 20 (21) |
| 5  | Luigi Taveri        | Honda  | 13      |
| 6  | Yoshikazu Sunako    | Yamaha | 9       |
|    | Alan Shepherd       | MZ     | 9       |
| 8  | Mike Hailwood       | MZ     | 8       |
| 9  | Kunimitsu Takahashi | Honda  | 7       |
| 10 | Stanislav Malina    | ČZ     | 5       |
| 11 | Bill Smith          | Honda  | 4       |
|    | Umberto Masetti     | Morini | 4       |
|    | Phil Read           | Yamaha | 4       |

| 14 | László Szabó     | MZ                | 4 |
| 15 | Silvio Grassetti | Benelli           | 3 |
|    | Hiroshi Hasegawa | Yamaha            | 3 |
|    | Raúl Kissling    | NSU               | 3 |
| 18 | Jack Findlay     | F.B Mondial       | 2 |
|    | Ivan Schumann    | NSU               | 2 |
| 20 | Gilberto Milani  | Aermacchi         | 1 |
|    | John Kidson      | Cotton-Moto Guzzi | 1 |
|    | Cas Swart        | Honda             | 1 |
|    | Chris Anderson   | Aermacchi         | 1 |
|    | Carlos Marfetan  | Parilla           | 1 |
|    | Isamu Kasuya     | Honda             | 1 |

(Punkte in Klammern inklusive Streichresultate)

### Konstrukteurswertung
| 1  | Honda             | 44 (63) |
| 2  | Morini            | 42 (49) |
| 3  | Yamaha            | 26      |
| 4  | MZ                | 12      |
| 5  | ČZ                | 5       |
| 6  | Benelli           | 3       |
|    | NSU               | 3       |
| 8  | F.B Mondial       | 2       |
| 9  | Aermacchi         | 2       |
| 10 | Cotton-Moto Guzzi | 1       |
|    | Parilla           | 1       |

(Punkte in Klammern inklusive Streichresultate)

## 125-cm³-Klasse

### Rennergebnisse
|    | Datum  | Rennen                 | Strecke           | Platz 1        | Platz 2           | Platz 3             | Schn. Rennrunde             |
| -- | ------ | ---------------------- | ----------------- | -------------- | ----------------- | ------------------- | --------------------------- |
| 1  | 05.05. | 13. GP von Spanien     | Montjuïc          | Luigi Taveri   | Jim Redman        | Kunimitsu Takahashi | Luigi Taveri                |
| 2  | 26.05. | 27. GP von Deutschland | Hockenheim        | Ernst Degner   | Hugh Anderson     | László Szabó        | Ernst Degner                |
| 3  | 02.06. | GP von Frankreich      | Clermont-Ferrand  | Hugh Anderson  | Jim Redman        | Luigi Taveri        | Hugh Anderson               |
| 4  | 12.06. | 45. Isle of Man TT     | Mountain Course   | Hugh Anderson  | Frank Perris      | Ernst Degner        | Hugh Anderson               |
| 5  | 29.06. | 33. Dutch TT           | Assen             | Hugh Anderson  | Frank Perris      | Luigi Taveri        | Bert Schneider              |
| 6  | 07.07. | 36. GP von Belgien     | Spa-Francorchamps | Bert Schneider | Hugh Anderson     | Luigi Taveri        | Ernst Degner                |
| 7  | 10.08. | 35. Ulster GP          | Dundrod           | Hugh Anderson  | Bert Schneider    | Luigi Taveri        | Bert Schneider              |
| 8  | 18.08. | 6. GP der DDR          | Sachsenring       | Hugh Anderson  | Alan Shepherd     | Bert Schneider      | Hugh Anderson               |
| 9  | 01.09. | GP von Finnland        | Tampere           | Hugh Anderson  | Luigi Taveri      | Alan Shepherd       | Hugh Anderson               |
| 10 | 15.09. | 41. GP der Nationen    | Monza             | Luigi Taveri   | Jim Redman        | Kunimitsu Takahashi | Luigi Taveri und Jim Redman |
| 11 | 06.10. | GP von Argentinien     | Buenos Aires      | Jim Redman     | Héctor Pochettino | Aldo Caldarella     | Jim Redman                  |
| 12 | 10.11. | GP von Japan           | Suzuka            | Frank Perris   | Jim Redman        | Ernst Degner        | Jim Redman                  |

### Fahrerwertung
| 1  | Hugh Anderson       | Suzuki  | 54 (62) |
| 2  | Luigi Taveri        | Honda   | 38 (47) |
| 3  | Jim Redman          | Honda   | 35      |
| 4  | Frank Perris        | Suzuki  | 24      |
| 5  | Bert Schneider      | Suzuki  | 23      |
| 6  | Ernst Degner        | Suzuki  | 17      |
| 7  | Kunimitsu Takahashi | Honda   | 14      |
| 8  | Alan Shepherd       | MZ      | 11      |
| 9  | Tommy Robb          | Honda   | 11      |
| 10 | László Szabó        | MZ      | 7       |
| 11 | Héctor Pochettino   | Bultaco | 6       |
| 12 | Giuseppe Visenzi    | Honda   | 6       |
| 13 | Aldo Caldarella     | Bultaco | 4       |

| 14 | Peter Inchley        | EMC          | 3 |
|    | Alberto Gómez        | Zanella      | 3 |
| 16 | Mike Duff            | Bultaco / MZ | 3 |
| 17 | Francisco González   | Bultaco      | 2 |
|    | John Grace           | Bultaco      | 2 |
|    | Juan Carlos Salatino | Zanella      | 2 |
| 20 | Jean-Pierre Beltoise | Bultaco      | 1 |
|    | Werner Musiol        | MZ           | 1 |
|    | Gary Dickinson       | Honda        | 1 |
|    | Stanislav Malina     | ČZ           | 1 |
|    | Horacio Maffia       | Ducati       | 1 |
|    | Mitsuo Itō           | Suzuki       | 1 |

(Punkte in Klammern inklusive Streichresultate)

### Konstrukteurswertung
| 1 | Suzuki  | 56 (75) |
| 2 | Honda   | 46 (63) |
| 3 | MZ      | 14      |
| 4 | Bultaco | 11      |
| 5 | EMC     | 3       |
|   | Zanella | 3       |
| 7 | ČZ      | 1       |
|   | Ducati  | 1       |

(Punkte in Klammern inklusive Streichresultate)

## 50-cm³-Klasse

### Rennergebnisse
|   | Datum  | Rennen                 | Strecke           | Platz 1              | Platz 2        | Platz 3              | Schn. Rennrunde      |
| - | ------ | ---------------------- | ----------------- | -------------------- | -------------- | -------------------- | -------------------- |
| 1 | 05.05. | 13. GP von Spanien     | Montjuïc          | Hans Georg Anscheidt | Hugh Anderson  | José Maria Busquets  | Hans Georg Anscheidt |
| 2 | 26.05. | 27. GP von Deutschland | Hockenheim        | Hugh Anderson        | Isao Morishita | Ernst Degner         | Isao Morishita       |
| 3 | 02.06. | GP von Frankreich      | Clermont-Ferrand  | Hans Georg Anscheidt | Ernst Degner   | Michio Ichino        | Hans Georg Anscheidt |
| 4 | 12.06. | 45. Isle of Man TT     | Mountain Course   | Mitsuo Itō           | Hugh Anderson  | Hans Georg Anscheidt | Ernst Degner         |
| 5 | 29.06. | 33. Dutch TT           | Assen             | Ernst Degner         | Hugh Anderson  | Michio Ichino        | Ernst Degner         |
| 6 | 07.07. | 36. GP von Belgien     | Spa-Francorchamps | Isao Morishita       | Ernst Degner   | Hans Georg Anscheidt | Hans Georg Anscheidt |
| 7 | 01.09. | GP von Finnland        | Tampere           | Hans Georg Anscheidt | Mitsuo Itō     | Hugh Anderson        | Hugh Anderson        |
| 8 | 06.10. | GP von Argentinien     | Buenos Aires      | Hugh Anderson        | Ernst Degner   | Alberto Pagani       | Hugh Anderson        |
| 9 | 10.11. | GP von Japan           | Suzuka            | Luigi Taveri         | Hugh Anderson  | Shunkishi Masuda     | Luigi Taveri         |

### Fahrerwertung
| 1 | Hugh Anderson        | Suzuki   | 34 (47) |
| 2 | Hans Georg Anscheidt | Kreidler | 32 (36) |
| 3 | Ernst Degner         | Suzuki   | 30      |
| 4 | Isao Morishita       | Suzuki   | 23 (26) |
| 5 | Mitsuo Itō           | Suzuki   | 20 (21) |
| 6 | Michio Ichino        | Suzuki   | 14      |
| 7 | Alberto Pagani       | Kreidler | 9       |
| 8 | Luigi Taveri         | Honda    | 8       |
| 9 | José Busquets        | Derbi    | 7       |

| 10 | Shunkishi Masuda     | Suzuki   | 4 |
| 11 | Raúl Kissling        | Kreidler | 3 |
| 12 | Jean-Pierre Beltoise | Kreidler | 3 |
| 13 | Karaber Samardjian   | Suzuki   | 2 |
|    | Sadao Shimazaki      | Honda    | 2 |
| 15 | Juan García          | Ducson   | 1 |
|    | Ian Plumridge        | Honda    | 1 |
|    | Matti Salonen        | Prykija  | 1 |
|    | Gastón Biscia        | Suzuki   | 1 |

(Punkte in Klammern inklusive Streichresultate)

### Konstrukteurswertung
| 1 | Suzuki   | 40 (64) |
| 2 | Kreidler | 32 (40) |
| 3 | Honda    | 9       |
| 4 | Derbi    | 7       |
| 5 | Prykija  | 1       |
|   | Ducson   | 1       |

(Punkte in Klammern inklusive Streichresultate)

## Gespanne (500 cm³)

### Rennergebnisse
|   | Datum  | Rennen                 | Strecke           | Platz 1                           | Platz 2                           | Platz 3                           | Schn. Rennrunde                   |
| - | ------ | ---------------------- | ----------------- | --------------------------------- | --------------------------------- | --------------------------------- | --------------------------------- |
| 1 | 05.05. | 13. GP von Spanien     | Montjuïc          | Max Deubel / Emil Hörner          | Otto Kölle / Dieter Hess          | Florian Camathias / Alfred Herzig | Max Deubel / Emil Hörner          |
| 2 | 26.05. | 27. GP von Deutschland | Hockenheim        | Florian Camathias / Alfred Herzig | Max Deubel / Emil Hörner          | Georg Auerbacher / Beno Heim      | Florian Camathias / Alfred Herzig |
| 3 | 02.06. | GP von Frankreich      | Clermont-Ferrand  | Wegen starken Regens annulliert.  | Wegen starken Regens annulliert.  | Wegen starken Regens annulliert.  | Wegen starken Regens annulliert.  |
| 4 | 10.06. | 45. Isle of Man TT     | Mountain Course   | Florian Camathias / Alfred Herzig | Fritz Scheidegger / John Robinson | Alan Birch / Peter Birch          | Florian Camathias / Alfred Herzig |
| 5 | 29.06. | 33. Dutch TT           | Assen             | Max Deubel / Emil Hörner          | Fritz Scheidegger / John Robinson | Florian Camathias / Alfred Herzig | Max Deubel / Emil Hörner          |
| 6 | 07.07. | 36. GP von Belgien     | Spa-Francorchamps | Fritz Scheidegger / John Robinson | Max Deubel / Emil Hörner          | Georg Auerbacher / Beno Heim      | Florian Camathias / Alfred Herzig |

### Fahrerwertung
| 1  | Max Deubel        | Emil Hörner bzw. Barry Dungsworth | BMW       | 22 (28) |
| 2  | Florian Camathias | Alfred Herzig                     | FCS       | 20 (24) |
| 3  | Fritz Scheidegger | John Robinson                     | BMW       | 20      |
| 4  | Otto Kölle        | Dieter Hess                       | BMW       | 12 (14) |
| 5  | Georg Auerbacher  | Beno Heim                         | BMW       | 10 (14) |
| 6  | Alan Birch        | Peter Birch                       | BMW       | 8       |
| 7  | Arsenius Butscher | Alfred Leissing bzw. Walter Popp  | BMW       | 3       |
|    | Jackie Beeton     | Eddie Bulgin                      | BMW       | 3       |
| 9  | Ferdinand Breu    | Hans Gösch                        | BMW       | 2       |
| 10 | Colin Seeley      | Wally Rawlings                    | Matchless | 2       |
| 11 | Claude Lambert    | Gottfried Rüfenacht (†)           | BMW       | 1       |
|    | Chris Vincent     | Keith Scott                       | BSA       | 1       |

(Punkte in Klammern inklusive Streichresultate)

### Konstrukteurswertung
| 1 | BMW       | 24 (36) |
| 2 | FCS       | 20 (24) |
| 3 | BSA       | 2       |
| 4 | Matchless | 1       |

(Punkte in Klammern inklusive Streichresultate)